# Église Saint-Rémy de Gespunsart
L'église Saint-Rémy est une église catholique située à Gespunsart, en France.

## Localisation
L'église est située dans le département français des Ardennes, sur la commune de Gespunsart, en haut du village.

## Historique
Une chapelle de ce nom est mentionnée au IXe siècle dans une charte de Foulques le Vénérable, archevêque de Reims. Le village est cité sous la dénomination de Gebuisart ou Gebuinisartium, le sart de Gébuin. La chapelle est déjà placée sous le patronage de saint Rémy et est rattachée à la collégiale Saint-Vivent de Braux, alors que le village fait partie du comté de Castrice et appartient aux seigneurs d’Orchimont.
Les premières traces d’une église remontent au XIIe siècle. Cet édifice roman est fortifié par Catherine de Clèves vers 1570. En mauvais état et trop petit, il est détruit au XVIIIIe siècle au bénéfice d’une nouvelle construction. L’autorisation en est donnée par le Conseil du roi en 1788. L’entrepreneur est Marion-Templus, de Mézières. Il utilise notamment  des pierres de taille de Dom. L’édifice est terminée en 1790, en pleine Révolution. 
Dans les années 1920, les communes iséroises de La Mure, Mayres-Savel et La Motte-Saint-Martin recueillent des fonds pour cette commune sinistrée par l'occupation allemande, pendant la Première Guerre mondiale. L’argent collecté sert notamment à restaurer l’église (cloches, orgues).
L'édifice est inscrit au titre des monuments historiques en 1984.

## Description
Le style est assez indéfini. L’orientation est inhabituelle puisque le chœur est tourné vers l’ouest à l’inverse de la tradition. La forme arrondie donnée à l'extrémité des bas-côtés enserrant le clocher, les trois dômes superposés du clocher et les grandes orgues constituent d’autres spécificités.
Mobilier remarquable : deux orgues, de nombreuses statues (les quatre de l'autel du chœur sont classées), trois autels tous classés, plusieurs tableaux.
Deux verrières, « Annonciation » et « saint Nicolas » ont été réalisées en 1861 par le maître verrier Olivier Durieux.

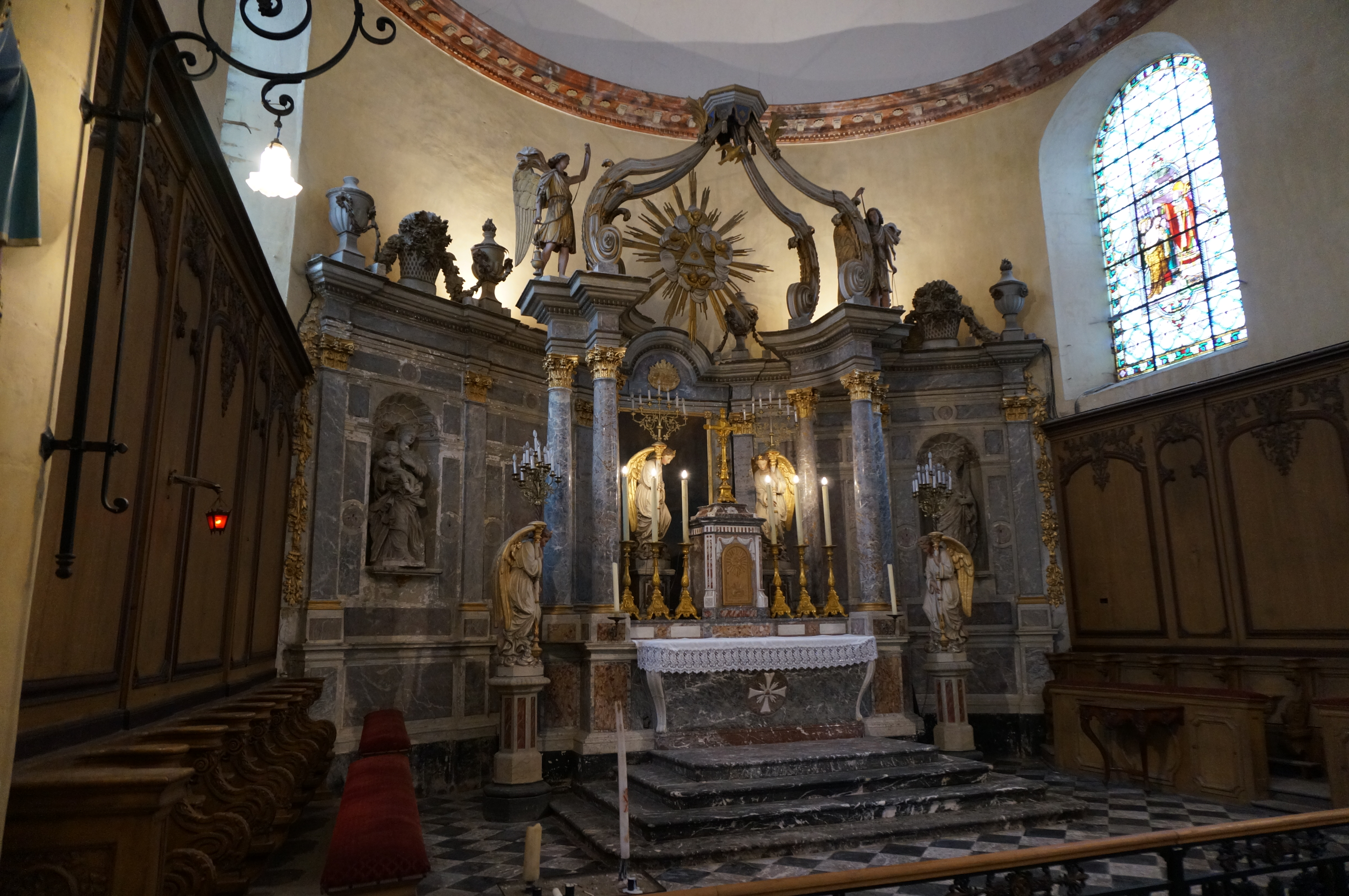
Autel du chœur.
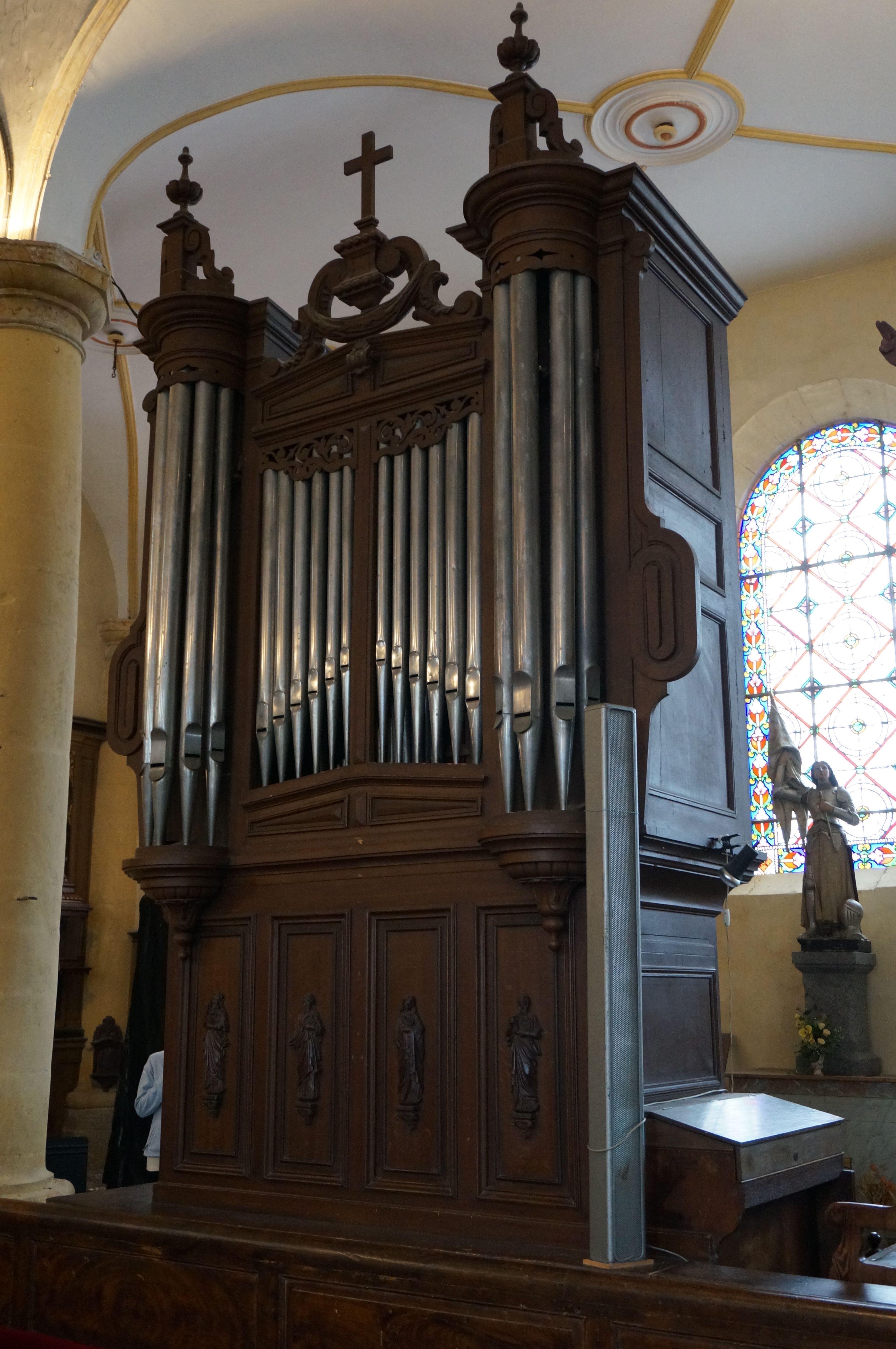
Orgues de chœur classés.
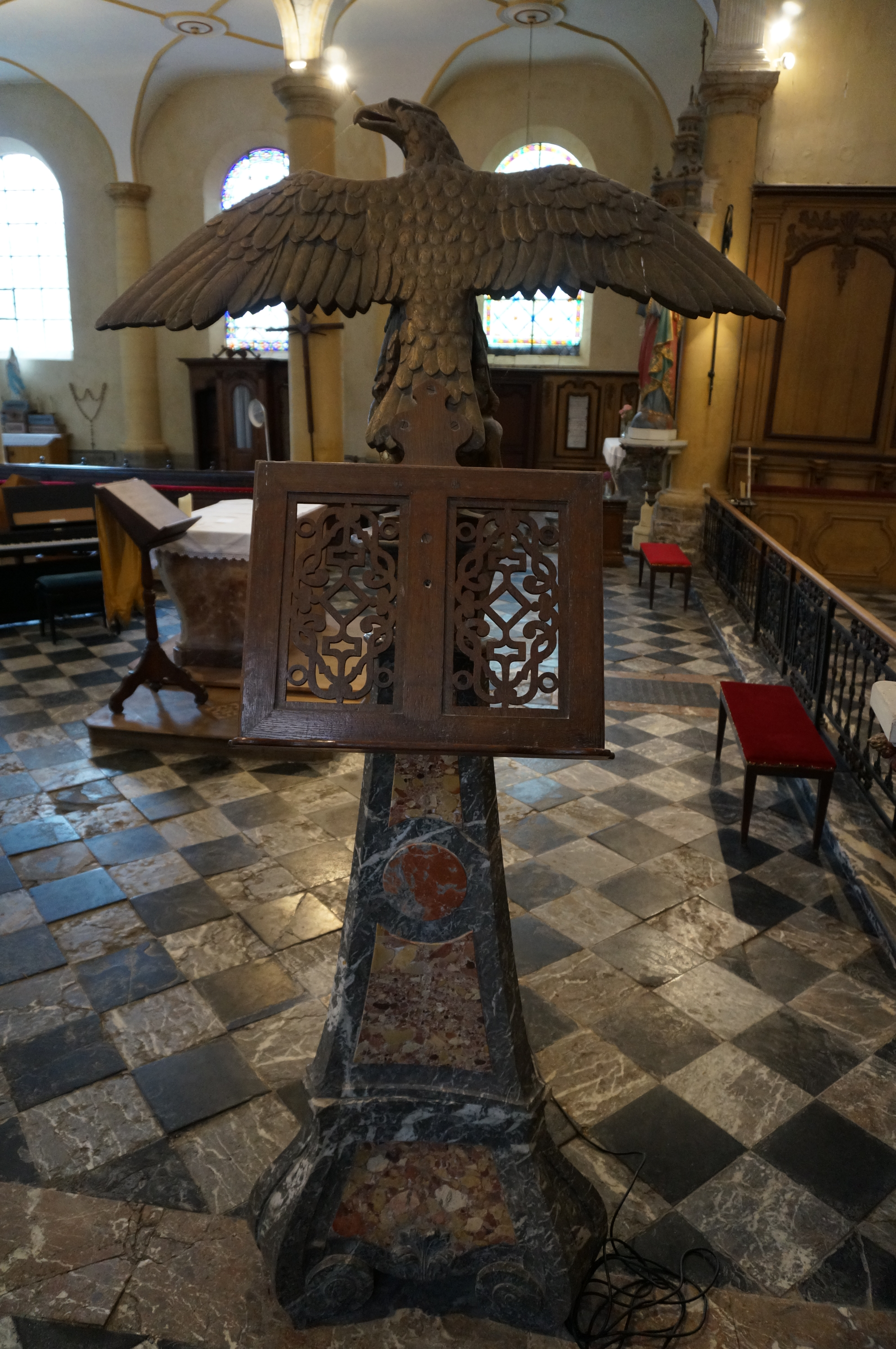
Lutrin classé.
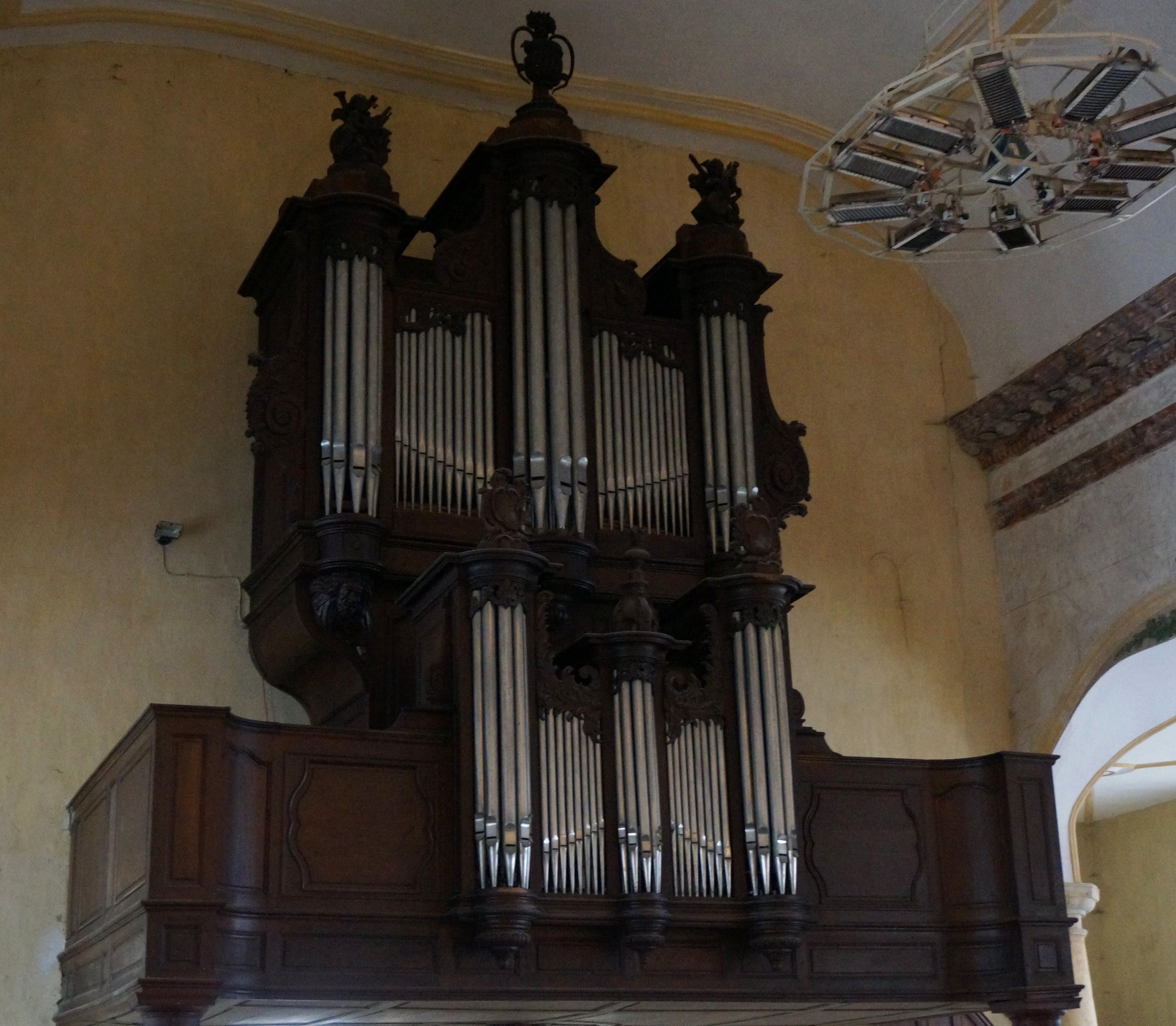
Orgues de tribune.
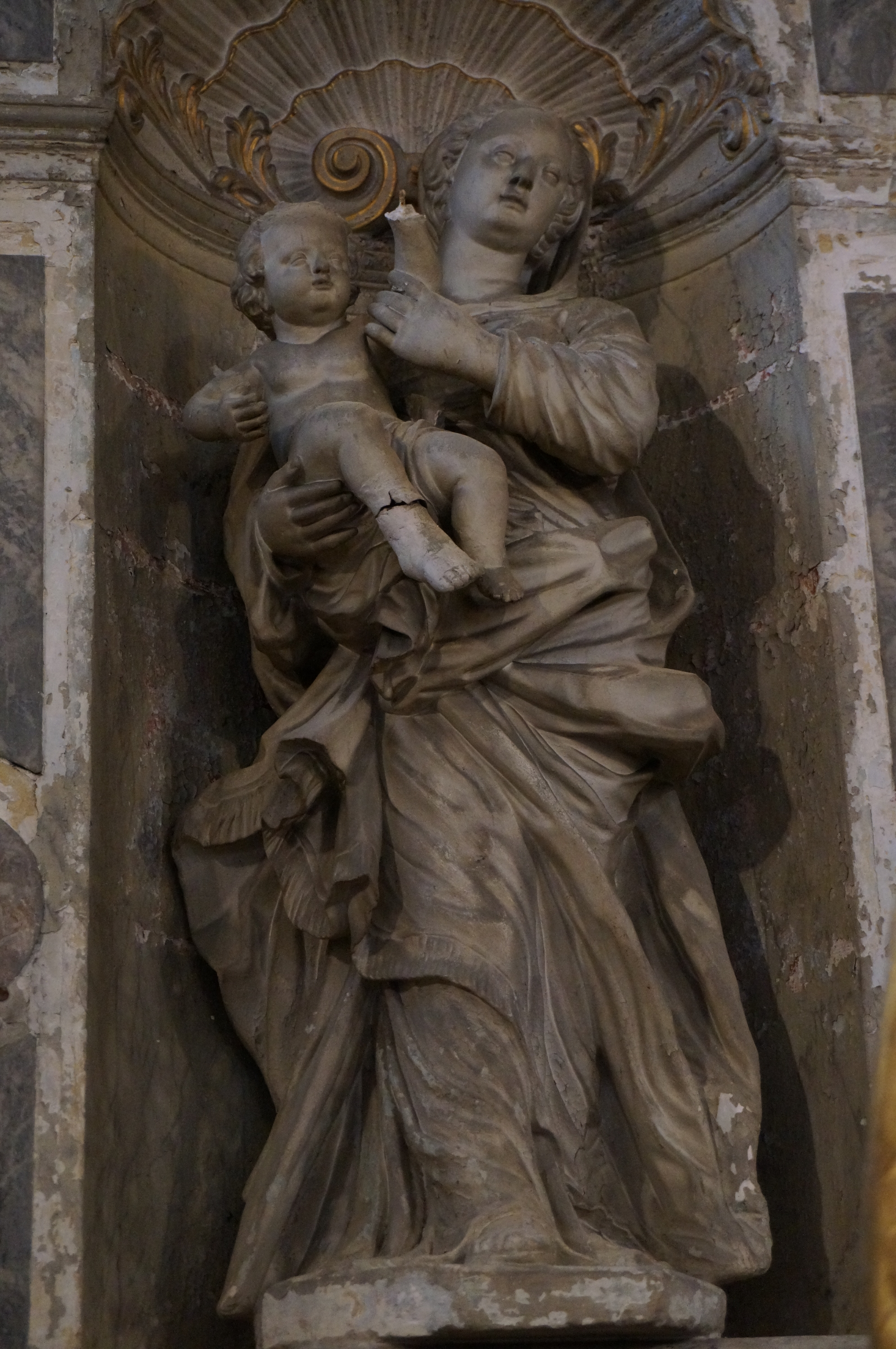
Vierge à l'Enfant.